# Leyenda de los volcanes

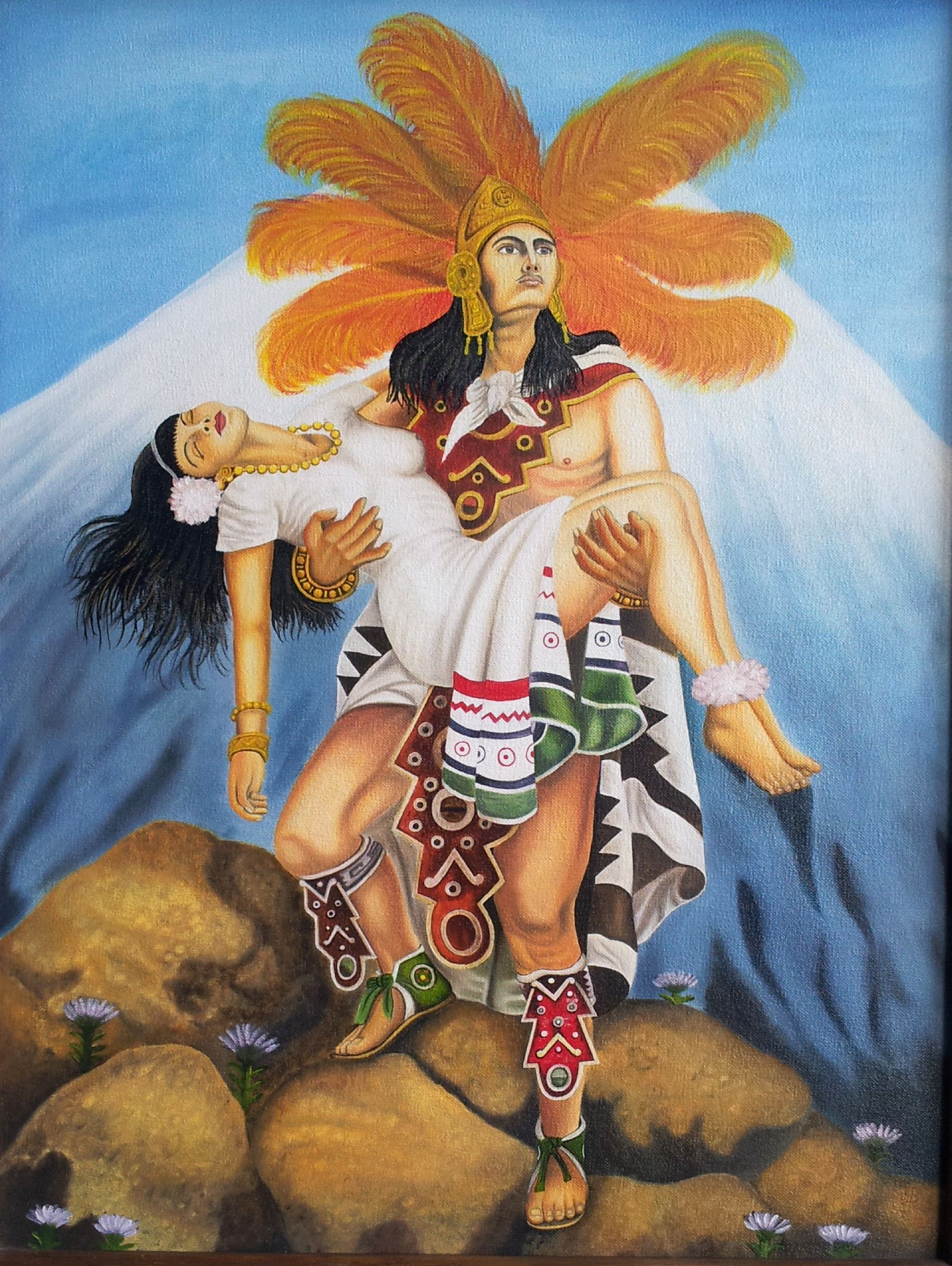
Réplica de Grandeza azteca, del pintor Jesús de la Helguera, en la que representa la leyenda de Iztaccíhuatl.

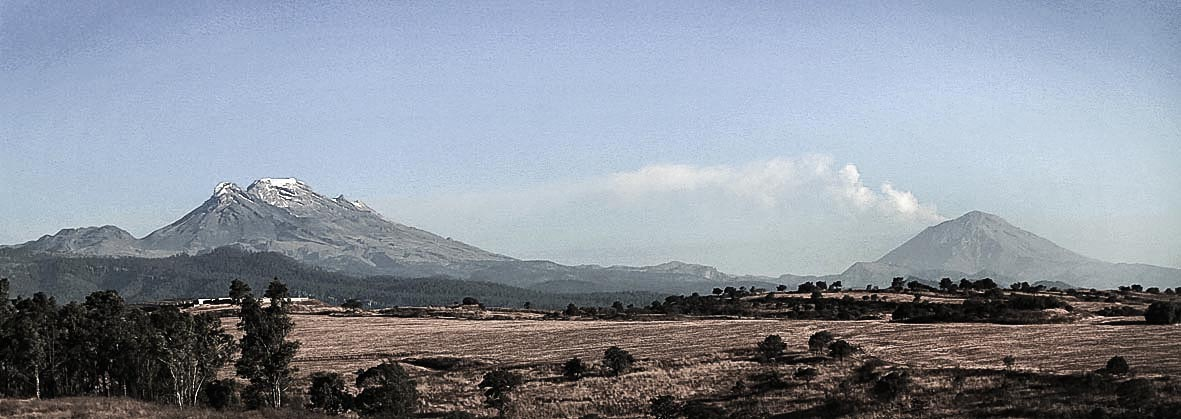
Panorámica del Popocatépetl e Iztaccíhuatl

La leyenda de los volcanes es una leyenda mexicana que cuenta con múltiples versiones. Todas ellas buscan dar explicación a la presencia de los volcanes Popocatépetl e Iztaccíhuatl en el Valle de México. 
En la mitología mexica, Iztaccíhuatl fue una princesa tlaxcalteca que se enamoró de Popocatépetl, uno de los guerreros de su padre. El padre de la princesa envió al guerrero a una batalla a Oaxaca, prometiéndole entregarle a su hija si regresaba victorioso y con la cabeza de su enemigo en la lanza. Pero por error llegó un falso mensaje a aquel pueblo, dando la noticia del fallecimiento de Popocatépetl. La princesa quedó devastada y cayó en una intensa depresión dándole así la muerte por un corazón roto. Tiempo después el guerrero regresó con la cabeza de su rival sangrando en su lanza. Sin embargo, su amor se dio por acabado, ya que la princesa había muerto. El guerrero, con el corazón roto, llevó el cuerpo de su amada a un monte y los dioses la convirtieron en volcán inactivo. Después, Popocatépetl tomó una antorcha y prometió que nada apagaría el fuego de la antorcha con la que vela el cuerpo de su amada. Por esto, los dioses le entregaron la eternidad convirtiéndolo en volcán.

## Otros relatos
Otra versión indica que Tezozómoc, el padre de Iztaccíhuatl, envió a la guerra en Oaxaca a Popocatépetl, prometiéndole la mano de su hija si regresaba victorioso, algo que Tezozómoc creía imposible. Debido a que el padre de la princesa no deseaba que ella se casara con el guerrero, Iztaccíhuatl recibió noticias de que su no amado había provocado su muerte por la pena sufrida. En esta versión, Popocatépetl también resultó victorioso, pero murió de tristeza al regresar de la guerra y enterarse del trágico destino de su amada. Ante este escenario, los dioses se conmovieron de los enamorados, cubriéndolos con nieve para ser transformados en montañas.
Una variación del relato anterior indica que la noticia de la muerte de Popocatépetl habría sido difundida por un guerrero enemigo, con la esperanza de que Popocatépetl se retirara de la guerra al enterarse de los pesares sufridos por la princesa. En esta versión, Popocatépetl descubre con pesar la muerte de Iztaccíhuatl y lleva su cadáver hasta una montaña, para depositarlo sobre una cama de flores y custodiarlo con una antorcha encendida. Así, es el padre de la princesa quien descubre dos nuevos volcanes, indicando a su pueblo que su hija y el guerrero Popocatépetl fueron convertidos en volcanes por los dioses.
Una versión similar a esta última, añade que tras recibir la noticia de que su amada había muerto, Popoca se llevó el cuerpo de su amada, lo recostó y ordenó hacer tres pirámides gemelas, en cuya cima recostaría a su mujer en un lecho perfumado. Él por su parte construiría otra pirámide y encendería una antorcha en la cima para custodiar a Iztaccíhuatl.
Una versión más, de tantas historias y leyendas míticas sobre estos dos volcanes, es que Iztaccíhuatl era una princesa que estaba enamorada de un guerrero. Sin embargo, al ser ella la más hermosa hija de Tezozómoc, su padre quería que fuera sacrificada para los dioses, algo a lo que ella se rehusaba. Ante este escenario, el padre de Iztaccíhuatl envió a Popocatépetl a la guerra, aprovechando su ausencia para lograr que su hechicero convirtiera a la princesa en un volcán. El hechicero tomó de las rodillas a Iztaccíhuatl, quien dio vueltas hasta quedar dormida y cubierta de hielo. A su regreso, el guerrero se percató de lo ocurrido, por lo que el hechicero llevó a la princesa a un campo abierto, lo que provocó que terminara su magia. Ahí, Popocatépetl suplicó a los dioses que la protegieran, por lo que la convirtieron en un volcán lleno de nieve. Por esto, Popocatépetl se hechizó a sí mismo, convirtiéndose también en un volcán nevado que custodia a su amada.
Existen aún más versiones de la misma leyenda. En una de ellas se cuenta que la princesa Iztaccíhuatl, por ser la doncella más hermosa, sería sacrificada a los dioses para las buenas cosechas. Sin embargo, el guerrero Popocatépetl la amaba y no podía permitir que la sacrificaran. Para evitarlo, tuvo que huir con ella, pero cuando escapaban los guardias los descubrieron y una flecha hirió a la princesa. Su amado la tomó en brazos y continuó corriendo. Una vez a salvo, la recostó sobre el campo, jurándole que la cuidaría por siempre y que esperaría hasta que ella despertara de su sueño para poder continuar viviendo su amor. Pero ha pasado tanto tiempo que los campos y la nieve los han cubierto.
- Antes de la llegada de Hernán Cortés a México, los aztecas vivían en Tenochtitlán (actualmente Ciudad de México). El Emperador y la Emperatriz de los aztecas estaban muy preocupados por no tener descendencia hasta que un día la Emperatriz dio a luz a una bella niña. Le llamaron Iztaccíhuatl, que significa en náhuatl "mujer blanca". Al crecer se enamoró de un capitán llamado Popoca. Puesto que estaba destinada a ser Emperatriz, su padre le dijo a Popoca que solo podría casarse con ella si regresaba con la cabeza del jefe enemigo de una guerra que había empezado en el sur. Tras meses de combate, un guerrero que odiaba a Popoca transmitió al Emperador un mensaje falso: le informó de la victoria de su ejército y de la muerte de Popoca. Al oír esto la princesa se negó a salir de palacio y a comer y en unos días murió de tristeza. Popoca regresó cuando el Emperador preparaba el funeral de Izta. Al conocer Popoca lo ocurrido, se entristeció, tomó el cuerpo de Izta y se lo llevó a las montañas donde le construyó un altar funerario y se quedó velándola hasta que murió de pena. Los dioses, conmovidos, los convirtieron en montañas. Popocatépetl (la montaña que humea) aún lanza humo de vez en cuando para confirmar que vela por Iztaccíhuatl que duerme junto a él.

- Según los nahuas de Tetelcingo,[2] Iztaccíhuatl ( o Istācsohuātl en Nahautl), era la mujer de Popo, pero Xinantécatl la deseaba por lo que se desató una guerra a pedradas entre ellos que creó la Cordillera Continental que divide el Eje Neovolcánico trans-mexicano. Al final de la pelea, Popocatépetl, en un estallido de furia le lanzó un gran bloque de hielo que decapitó a Xinantécatl y por ello el Nevado de Toluca no tiene cima. Esta leyenda también justifica pasadas erupciones catastróficas.

- Antes de ir a guerra, Popocatépetl le pidió al padre de la princesa Iztaccíhuatl su mano en matrimonio. Poco después, su rival inventó que había muerto en batalla. Al enterarse, Iztaccíhuatl murió de tristeza. Popocatépetl regresó triunfante. Para honrarla, mando construir una tumba ante el sol, uniendo diez cerros en forma de montaña. Recostó su cuerpo en la cima, que tomo la forma de una mujer dormida. Al arrodillarse ante su amada nieve cubrió sus cuerpos y los dos se convirtieron en volcanes.[3]

Aunque la trama es similar en todas las versiones, hay diferentes variantes y formas (canciones, poemas, narraciones) fomentadas por la transmisión oral. La montaña Iztaccíhuatl fue llamada "La mujer blanca" o coloquialmente "mujer dormida", ya que su perfil asemeja a una mujer que yace acostada. Popoca fue convertido en el volcán Popocatépetl, que arroja fuego sobre la tierra con una rabia ciega por la pérdida de su amada. Mitológicamente hablando, el dios Tezcatlipoca (espejo humeante), está falto de uno de sus pies. Para poder caminar se coloca una prótesis que tiene forma de jaguar. El pie de Tezcatlipoca es por lo tanto el hueso que se encuentra en el volcán todavía activo.

## Poema de José Santos Chocano (El Idilio de los Volcanes)
El Iztaccíhuatl traza la figura yacente

de una mujer dormida bajo el Sol.

El Popocatépetl flamea en los siglos

como una apocalíptica visión;

y estos dos volcanes solemnes

tienen una historia de amor,

digna de ser cantada en las compilaciones

de una extraordinaria canción.

Iztlccíhuatl hace miles de años

fue la princesa más parecida a una flor,

que en la tribu de los viejos caciques

del más gentil capitán se enamoró.

El padre augustamente abrió los labios

y díjole al capitán seductor

que si tornaba un día con la cabeza

del cacique enemigo clavada en su lanzón,

encontraría preparados, a un tiempo mismo,

el festín de su triunfo y el lecho de su amor.

Y Popocatépetl fuése a la guerra

con esta esperanza en el corazón:

domó las rebeldías de las selvas obstinadas,

el motín de los riscos contra su paso vencedor,

la osadía despeñada de los torrentes,

la acechanza de los pantanos en traición;

y contra cientos y cientos de soldados,

por años gallardamente combatió.

Al fin tornó a a tribu (y la cabeza

del cacique enemigo sangraba en su lanzón).

Halló el festín del triunfo preparado,

pero no así el lecho de su amor;

en vez de lecho encontró el túmulo

en que su novia, dormida bajo el Sol,

esperaba en su frente el beso póstumo

de la boca que nunca en la vida besó.

Y Popocatépetl quebró en sus rodillas

el haz de flechas; y, en una solo voz,

conjuró la sombra de sus antepasados

contra la crueldad de su impasible Dios.

Era la vida suya, muy suya,

porque contra la muerte ganó:

tenía el triunfo, la riqueza, el poderío,

pero no tenía el amor...

Entonces hizo que veinte mil esclavos

alzaran un gran túmulo ante el Sol

amontonó diez cumbres

en una escalinata como alucinación;

tomó en sus brazos a la mujer amada,

y el mismo sobre el túmulo la colocó;

luego, encendió una antorcha, y, para siempre,

quedóse en pie alumbrando el sarcófago de su dolor.

Duerme en paz, Iztaccíhuatl nunca los tiempos

borrarán los perfiles de tu expresión.

Vela en paz. Popocatépetl: nunca los huracanes

apagarán tu antorcha, eterna como el amor...